# Euphorbia fanshawei
Euphorbia fanshawei är en törelväxtart som beskrevs av Leslie Larry Charles Leach. Euphorbia fanshawei ingår i släktet törlar, och familjen törelväxter. Inga underarter finns listade i Catalogue of Life.